# FIRSTCLASS
FIRSTCLASS（ファーストクラス）は株式会社アンダーグルーヴが運営する、出張・宅配専門のブランド品買取サービス。少数精鋭で運営し、HermèsやCHANELといった高級ブランド品の買取に特化したサービスを謳っている。

## 概要
2018年より東京で出張買取サービスが開始され、翌年1月より全国を対象とした宅配買取サービスを開始。
主な取り扱いは、バーキンやケリーといったバッグをはじめ、時計、財布、アクセサリー、貴金属など。ブランド品に関する情報発信などにも力を入れており、アンケートによる調査などを行い結果を公開している。

## 沿革
- 2018年9月 - 東京都・神奈川県・千葉県・埼玉県を中心に出張買取サービスを開始[2]
- 2019年1月 - 全国を対象とした宅配買取サービスを開始[2]
- 2022年2月 - LINE査定を開始[2]